# Portada de la iglesia de San Torcuato (Toledo)
La iglesia de San Torcuato fue un templo católico de la ciudad española de Toledo —parte integrante del convento de San Torcuato— del que solo queda en la actualidad su portada.

## Descripción
Al parecer la de San Torcuato fue la más moderna de las parroquias mozárabes de Toledo, y también, la primera en quedarse sin feligreses. 
En 1868, los partidarios en la ciudad imperial de la «Gloriosa revolución», artífice del derrocamiento y exilio de Isabel II, decidieron suprimir el convento de San Torcuato; éste y su iglesia, entre 1869 y 1870, acabaron desapareciendo. Solo quedó en pie la portada del templo conventual, trazada por Jorge Manuel Theotocópuli hacia 1618. 
El cuerpo bajo de la portada queda configurado mediante un vano adintelado, enmarcado por dos columnas de fuste liso y capiteles jónicos (de volutas en diagonal, como los de esquina), con sus correspondientes contrapilastras, del mismo orden; es decir, se trata del orden jónico-dórico. El remate de este cuerpo inferior es un frontón curvo partido, con esbeltas pirámides como acróteras. El ático, o cuerpo superior, es una hornacina para el santo titular, franqueada por pilastras toscanas, que sostiene un frontón triangular, con tres bolas de coronamiento. 
Jorge Manuel introduce, en esta portada, significativas variantes y novedades, en relación con el tipo de portada-retablo impuesto en Toledo por Juan Bautista Monegro; en particular, respecto de la de San Clemente el Real de Toledo, si bien, ambas portadas, tienen dos columnas del orden jónico-dórico, en el cuerpo inferior, vienen a diferir en las contrapilastras, las cuales, en San Clemente, son toscanas y de escaso resalte lateral, mientras que en San Torcuato sobresalen lateralmente de modo amplio y llevan capiteles jónicos. 
El frontón, partido en trozos, alcanza a las pilastras que enmarcan la hornacina superior; este enmarque superior está formado por verdaderas pilastras toscanas, también con marcadas contrapilastras, sobre las que vuela lateralmente; asimismo, en el cuerpo inferior, el correspondiente entablamento, consiguiéndose, de manera notoria, un escalonamiento hacia el muro de fondo. Las pirámides y bolas de remate son exentas. 